# Beseritz
Beseritz település Németországban, Mecklenburg-Elő-Pomeránia tartományban. Lakosainak száma 122 fő (2023. december 31.).

## Népesség
A település népességének változása:
| Lakosok száma | 116  | 115  | 120  | 119  | 122  |
|               | 2017 | 2019 | 2021 | 2022 | 2023 |